# Torre de la Memoria
La Torre de la Memoria es una de las más de cien esculturas, monumentos y obras de arte que adornan las calles de la ciudad asturiana de Gijón, en el norte de España. Está erigida en el parque de Moreda, perteneciente al barrio homónimo, en el distrito oeste de la ciudad.

## Descripción
Es una obra de Paco Fresno, mide 16m de alto y 3m por cada lado de la base, tiene forma de torre de base cuadrada y fue erigida en la ciudad en el 2000, está hecha de hierro y recubierta de acero corten en su capa exterior, con mil engarces de acero inoxidable pulidos acabados en espejo. Es un homenaje que representa en forma de torre o faro interior a las múltiples chimeneas símbolo de la industrialización de la antigua sociedad gijonesa y erigida en su emplazamiento como recuerdo de la vieja fábrica que durante tanto tiempo funcionó en los terrenos donde hoy se asienta el parque y que dio su nombre a toda la zona.
Sufrió actos vandálicos al igual que muchas otras obras de la ciudad y hubo de ser restaurada en 2016. Nuevamente en 2022 fue atacada con pintadas en la zona de su base que posteriormente serían eliminadas.